# Trimplan

Trimplan, principskiss.

Trimplan eller skäddor används på båtar för att kontrollera gången i vattnet. Ett trimplan är en plan, horisontell yta, oftast av metall, som anbringas i båtens akter eller på dess roder. Ett trimplan kan vara fast eller rörligt. Planande båtar har ofta två trimplan, ett på var sida om båtens mittlinje.
Det vanligaste trimplanet är egentligen ett horisontellt roder som fungerar ungefär likadant som ett flygplans höjdroder. Volvo Penta säljer en annan modell, där det bara är en mindre platta som sitter monterad bakom akterspegeln och fälls rakt vertikalt ned i vattenströmmen bakom akterspegeln.
Trimplanet gör att en spetsgattad deplacementbåt gräver ner sig mindre med aktern vid höga farter. Även på planande båtar gör trimplanet att aktern inte gräver ner sig lika kraftigt innan planingströskeln nåtts. Planingsläge uppnås på så sätt tidigare. Under färd kan variabla trimplan på en planande båt användas för att justera gången genom vattnet. Variabla trimplan kan vara justerbara antingen enbart mekaniskt före avfärd eller också även under gång, elektroniskt eller hydrauliskt. Det finns även trimplan att fästa på utombordsmotorers antikavitationsplatta.
Moderna trimplan kan utrustas med gånglägesautomatik, som med hjälp av en lägesgivare ombord automatiskt justerar trimplanen efter båtens aktuella gångläge.
Utombordare och inudrev har ibland en utrustningsdetalj som kallas för "power trim", denna justerar drevets eller utombordarens vinkel gentemot akterspegeln och kan i vissa fall uppvisa samma effekt som trimplanen, men inte justera båtens gångläge i tvärsled.

## Historia
När motoriseringen av båtar skedde under 1900-talet och motorstyrkan successivt ökade noterades att de vanligen förekommande spetsgattade allmogebåtarna vid ökande fart grävde ner sig med aktern. För att justera detta anbringades trimplan, ofta i fantasifulla utföranden, framför allt gällande stagningen. I en del fall monterades skäddan på rodrets överkant.